# Passage Walter-Benjamin (Paris)
Ne doit pas être confondu avec plusieurs œuvres de et sur Walter Benjamin avec un titre analogue, ni avec le passage Walter-Benjamin situé à Strasbourg.
Le passage Walter-Benjamin, situé dans le 4e arrondissement de Paris, en France est une voie piétonne et commerçante qui rend hommage au philosophe et essayiste allemand Walter Benjamin. Il a été inauguré en mai 2021.
 (février 2025).
Le passage Walter-Benjamin est un lieu unique et original[Selon qui ?] qui mêle architecture, art et littérature. Il est conçu comme une promenade à travers l'œuvre de Walter Benjamin, avec des citations gravées sur les murs, des installations artistiques et des références à ses écrits.
Le passage abrite également plusieurs boutiques, cafés et restaurants, ce qui en fait un lieu de vie animé et convivial.

## Situation et accès
Le passage Walter-Benjamin est situé dans le 4e arrondissement de Paris. Il débute entre les 26 et 28 de la rue de Rivoli et se termine entre les 19 et 21 de la rue du Roi-de-Sicile. 

## Origine du nom
Il porte le nom de l'historien de l'art et philosophe allemand Walter Benjamin.

## Historique
Cette voie faisait initialement partie de la rue Tiron jusqu'à l'ouverture de la rue de Rivoli. Elle est ainsi absorbée par la rue des Écouffes. Elle devient une voie à part entière à la suite de la dénomination de la voie fin novembre 2017.

## Points d'intérêts (enfrançais:Points d'intérêt)
- Les citations de Walter Benjamin : De nombreuses citations de Walter Benjamin sont gravées sur les murs du passage, invitant les visiteurs à réfléchir sur son œuvre et sur la ville de Paris.
- Les installations artistiques : Le passage abrite plusieurs installations artistiques permanentes et temporaires, qui explorent des thèmes liés à l'œuvre de Walter Benjamin et à la ville de Paris.
- La librairie L'Hélice : Spécialisée dans la littérature allemande et la philosophie propose une large sélection d'ouvrages de Walter Benjamin et d'autres auteurs.
- Le Café Les Ombres : Situé à l'une des extrémités du passage, était fréquenté par Walter Benjamin et d'autres intellectuels allemands exilés à Paris.